# جانگ یون جو
جانگ یون جو (کره‌ای: 장윤주؛ زادهٔ ۷ نوامبر ۱۹۸۰)، مدل، شخصیت تلویزیونی، خواننده-ترانه‌سرا و بازیگر اهل کره جنوبی است. یون جو مدلینگ را از سال ۱۹۹۷، زمانی که ۱۷ ساله بود آغاز کرد و تبدیل به یکی از موفق‌ترین مدل‌های فشن کره‌ای در طول دو دهه شد. او همچنین مجری برنامهٔ «Korea's Next Top Model» بوده است، و برندهٔ جایزهٔ بهترین دی‌جی رادیو در جوایز سرگرمی کی‌بی‌اس ۲۰۱۳ برای برنامهٔ «Rooftop Radio» در کول‌اِف‌اِم شد. به عنوان خواننده-ترانه‌سرا، او دو آلبوم به نام‌های رؤیا (۲۰۰۸) و من خوبم (۲۰۱۲) منتشر کرد. او حرفهٔ بازیگری خود را در سال ۲۰۱۵ آغاز کرد و نقش یک کارآگاه را در فیلم جنایی دلهره‌آور کهنه‌سرباز به کارگردانی ریو سونگ-وان، بازی کرد.

## حرفه
در مه ۲۰۱۱، جانگ یون جو به همراه مدل‌ها کیم جه ووک، جی هیون جونگ، هان هه جین و سونگ کیونگ آه، در نوشتن کتابی با عنوان تاپ مدل همکاری کردند. این کتاب بر پایهٔ تجربه‌های آن‌ها در این صنعت است و شامل نکته‌های زیبایی، آرایش و استایل است.

## فیلم‌شناسی

### فیلم
- کهنه‌سرباز (۲۰۱۵) – خانم بونگ
- سه خواهر (۲۰۲۱) – میوک[۷]

### مجموعه تلویزیونی
| سال  | عنوان    | نقش       | منابع |
| ---- | -------- | --------- | ----- |
| ۲۰۲۴ | ملکه اشک | بک می سون | [ ۸ ] |

### مجموعه اینترنتی
| سال  | عنوان                                 | نقش     | شبکه       | توضیحات | منابع |
| ---- | ------------------------------------- | ------- | ---------- | ------- | ----- |
| ۲۰۲۲ | خانه کاغذی: کره – منطقه اقتصادی مشترک | نایروبی | پارت ۱ و ۲ | [ ۹ ]   |       |